# Let's Do It! World

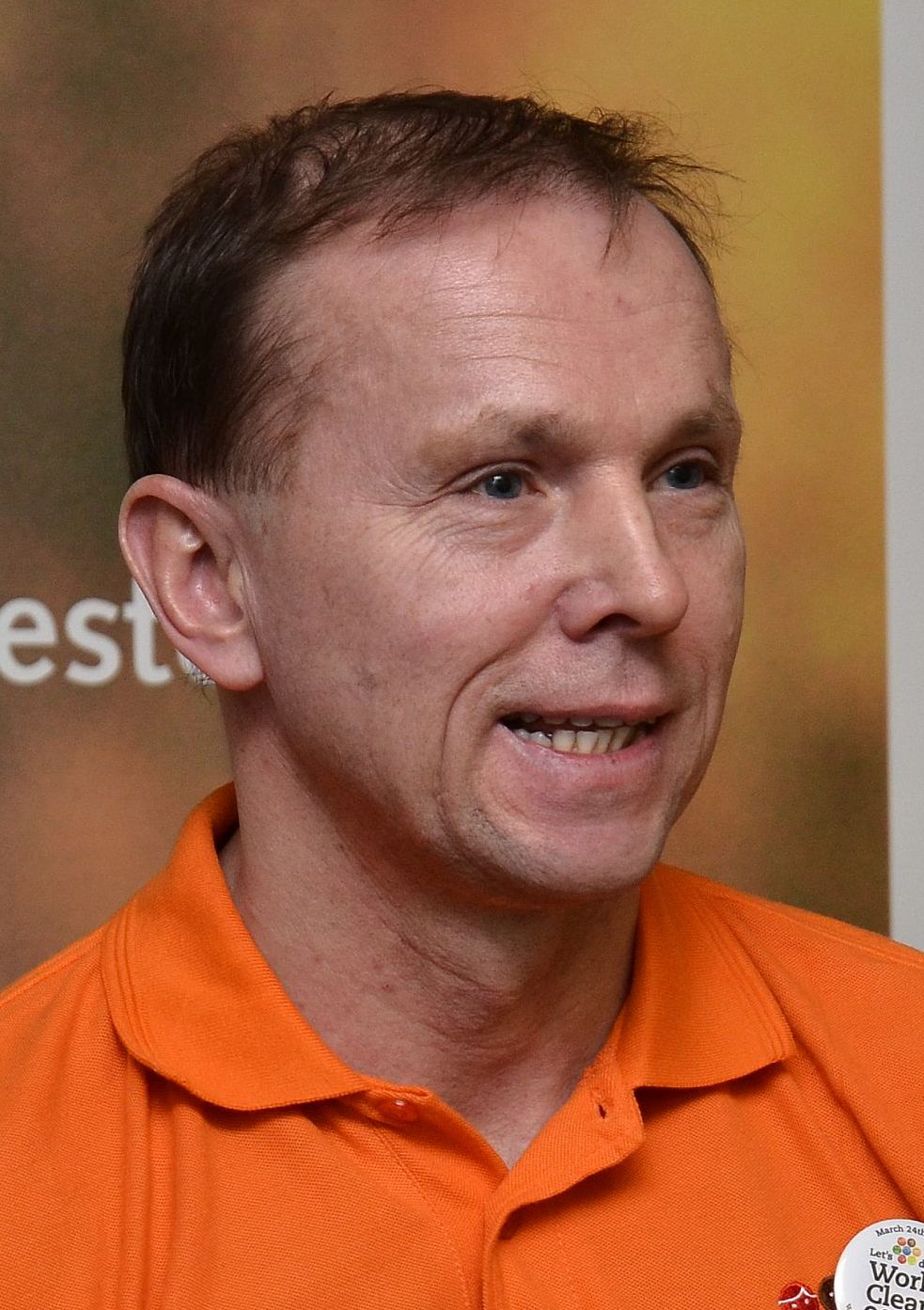
Ініціатор акції «Зробімо!» Райнер Нильвак (2012)

Let's Do It! World — глобальний громадянський рух, що долучає людей до екологічних акцій. Розпочався у 2008 році в Естонії з національної акції прибирання лісів під назвою «Зробімо!» (ест. Teeme Ära!), під час якої понад 50 тисяч волонтерів зібрали 10 тисяч тонн сміття за один день. Акція започаткована Райнером Нильваком (ест. Rainer Nõlvak)
Популяризація кампанії почалася в жовтні 2007 року і тривала по квітень 2008. Перша акція була проведена 3 травня 2008. У дні прибирання лісів та полів узяло участь приблизно 4 % населення країни. Було зібрано понад 10 тис. т сміття. Загальні затрати на акцію склали 500 тис. євро, тоді як у нормальному порядку таке прибирання потребувало б 3 роки часу і обійшолося би у 22,5 млн євро.
Слідом за Естонією такі акції почали проводити інші країни. У 2011 році започатковано ініціативу Let's do it! World, яка пропагує рух на глобальному рівні.
До руху долучено 112 країн, у заходах взяли участь 13 мільйонів учасинків.
Let's Do It! World — член Програми ООН з навколишнього середовища (UNEP).

## Поширення ініціативи
- Латвія скопіювала подію у вересні 2008, і в акції взяли участь 40 тис. волонтерів. Латвія й Литва провели ще більші акції у квітні 2009 за участі 150 тис. добровольців.
- Міжнародна акція була оголошена у березні 2008, а в серпні 2009 подібні акції провели у Делі та Бангалорі.
- 17 квітня 2010 подібний запит під назвою «Приберемо в Словенії за один день!» (Očistimo slovenijo v enem dnevu) зібрав 12 % населення (250 тис. волонтерів).

- У 2010 захід планувався у Португалії (20 березня), Румунії (вересень), Латвії, Литві, Естонії, Молдові, Італії, Франції, Делі, Києві та інших містах.

## У світі
- Португалія [Архівовано 8 лютого 2010 у Wayback Machine.]
- Литва [Архівовано 3 квітня 2012 у Wayback Machine.]
- Латвія [Архівовано 26 лютого 2009 у Wayback Machine.]
- Естонія [Архівовано 13 квітня 2012 у Wayback Machine.]
- Румунія [Архівовано 15 березня 2022 у Wayback Machine.]
- Молдова
- Італія [Архівовано 20 січня 2022 у Wayback Machine.]
- Словенія [Архівовано 8 березня 2022 у Wayback Machine.]
- Делі [Архівовано 31 серпня 2018 у Wayback Machine.]
- Бангалор [Архівовано 16 грудня 2014 у Wayback Machine.]
- Україна [Архівовано 7 січня 2012 у Wayback Machine.]

## Новини та відео
- Youtube video: Country clean-up project «Lets Do It 2008» / Teeme Ära 2008 [Архівовано 6 лютого 2012 у Wayback Machine.]
- Campaigners organize mass cleanup via internet [Архівовано 24 вересня 2012 у Wayback Machine.]
- Tigerprises: Innovation award goes to Let's do it
- AFP: Software gurus launch cleanup of Estonia
- Video about the action in Vimeo done by team members [Архівовано 9 листопада 2012 у Wayback Machine.]